# Syndrome de Morel-Lavallée
 Mise en garde médicale
Le syndrome de Morel-Lavallée (SML) ou lésion de Morel-Lavallée (MLL) est un type de blessure  caractérisée par un épanchement de liquide sérolymphatique consécutif à un traumatisme qui survient de manière tangentielle sur un tissu fortement vascularisé. Ce traumatisme  provoque la désolidarisation des tissus cutanés et sous-cutanés par rapport aux couches musculaires et aux fascias situés en-dessous, sans rupture de la peau,. À la suite de ce décollement cutané, se crée un espace dans lequel le liquide sérolymphatique s'accumule. 
La lésion  se situe généralement au niveau de la cuisse ou du bassin ; même si d'autres régions du corps peuvent être impliquées. Les symptômes comprennent des ecchymoses, une mobilité cutanée accrue et un gonflement. Cela peut ne pas apparaître avant quelques jours. Les complications peuvent consister en une infection ou une anomalie de la zone concernée.
Le syndrome de Morel-Lavallée a été décrit pour la première fois en 1863 par Victor-Auguste-François Morel-Lavallée.
Ces lésions de Morel-Lavallée sont relativement rares. 

## Cause
Elle survient généralement après un traumatisme important, comme une collision automobile,.
L'épanchement est souvent aussi dû à des chocs violents, tels que des chutes en pratiquant des sports comme le ski, le skateboard, le football, ou les sports de combat, entraînant des lésions des tissus sous-cutanés.
Les blessures associées peuvent inclure des fractures du bassin ou du fémur. Le mécanisme sous-jacent implique la séparation du tissu sous-cutané du fascia situé en dessous, sans rupture de la peau, Cela crée un espace dans lequel le fluide s'accumule. Le diagnostic se fait à partir d'un examen physique et peut être étayé par imagerie médicale.

## Diagnostic
Le diagnostic est basé sur l'examen clinique et peut être étayé par l'imagerie médicale.

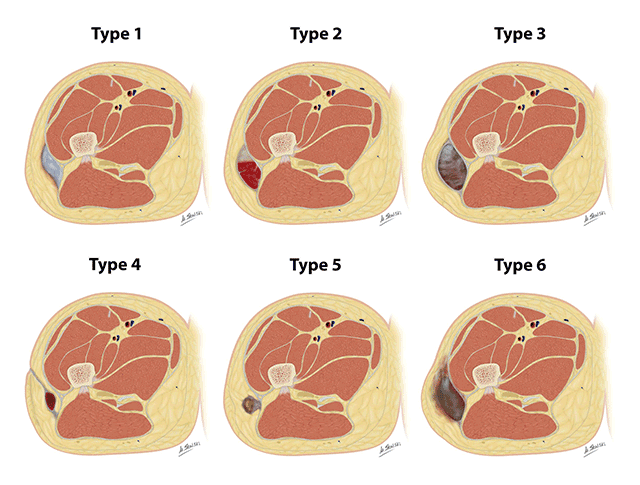
Classification de Mellado et Bencardino des lésions de Morel-Lavallée. Type I = collection séreuse, type II = hématome sous-cutané, type III = hématome chronique en cours de constitution, type IV = dissection périfasciale avec lacune graisseuse fermée, type V = lésion pseudonodulaire périfasciale, type VI = lésion infectée avec ou sans formation de sinus, cloisons internes et capsule épaisse de consolidation

## Prise en charge
La prise en charge définitive est dictée par la taille, la localisation et l'ancienneté de la lésion et va du drainage percutané au débridement et nettoyage chirurgical. Elle comporte généralement une surveillance étroite et un drainage effectué avec une aiguille ou une intervention chirurgicale. Il existe d'autres options, comme la thérapie par compression ou la sclérothérapie. 
Après le traitement, il y a un risque de récidive. Les lésions chroniques peuvent entraîner l'apparition de pseudokystes et/ou de dystrophies.